# Kicman'
Kicman' (in ucraino Кіцмань?; in russo Кицмань?; in romeno Cozmeni; in tedesco Kotzmann; in polacco Kocman) è una città ucraina (6 049 abitanti) nel distretto di Černivci, nell'oblast' di Černivci. Ospita l'amministrazione della comunità territoriale di Kicman', una delle comunità territoriali dell'Ucraina.
Fino al 18 luglio 2020 Kicman' è stata il centro amministrativo del distretto di Kicman', abolito come parte della riforma amministrativa dell'Ucraina, che ha ridotto a tre il numero dei distretti dell'oblast' di Černivci. L'area del distretto di Kicman' è stata fusa nel distretto di Černivci.
La prima citazione storica di Kicman' risale al 1413, data che appare anche sullo stemma della città.
I boschi Codrii Cozminului sono situati tra le valli Siret e Prut.